# 恩斯特-約翰·比隆
庫爾蘭的王子恩斯特-約翰·卡爾·奧斯卡·艾特爾-弗里德里希·彼得·布爾夏德·比隆（Ernst Johann Karl Oskar Eitel Friedrich Peter Burchard Biron von Curland，1940年8月6日—）是恩斯特·約翰·馮·比隆主要的男性後裔且繼承库尔兰和瑟米加利亚公国。
他出生於柏林是家中長子，父母為庫爾蘭的比隆王子（1907-1982）卡爾和普魯士的海瑟蕾德公主（1918-1989），普鲁士的奥斯卡王子之女、威廉二世和石勒苏益格-荷尔斯泰因的奥古斯塔·维多莉亚之子。
在1982年2月28日恩斯特-約翰王子在他父親過世後繼承比隆家族首領的位置。他也是聖約翰騎士團的正義騎士（且自2008年，為西里西亞都尉的榮譽統帥），他於1940年被認可且目前最大的領導者是他的表親奧斯卡·普林茨·馮·普魯士 （恩斯特-約翰王子的爺爺和叔叔們領導整個20世紀大部分的時間）。他透過維多利亞女王的女兒腓特烈皇后具有英国王位继承資格。

## 私人生活
恩斯特-約翰王子於1967年8月14日在慕尼黑與 Elisabeth Victoria Raimonda zu Ysenburg-Büdingen in Philippseich 女爵（生於1941年）舉辦一個民間儀式的婚禮，並且在隔天進行註冊。
夫妻擁有兩位養女，
- 安嘉·公主·比隆·馮·庫爾蘭（出生於1975年1月25日）和
- 克里斯蒂安娜·公主·比隆·馮·庫爾蘭（出生於1977年5月23日）。